# Nati nel 1979/Dicembre
| Questa pagina contiene informazioni ricavate automaticamente dalle voci biografiche con l'ausilio del template Bio e di un bot. L'aggiornamento è periodico e automatico e ricostruisce completamente la pagina. Se manca una persona in questa lista, sei pregato di non aggiungerla, ma accertati piuttosto che la sua voce biografica contenga il template Bio e che i dati anagrafici siano correttamente compilati. Se il template Bio manca, inseriscilo tu stesso o, in alternativa, metti l'avviso {{tmp\|Bio}} che ne segnala la mancanza. Se i dati riportati sono sbagliati, correggi direttamente la voce biografica; le modifiche saranno visibili in questa lista entro pochi giorni. Per chiarimenti vedi il progetto biografie. La lista contiene solo le 386 persone che sono citate nell'enciclopedia e per le quali è stato implementato correttamente il template Bio. Pagina aggiornata al 10 ago 2025. |

- 1º dicembre - Ousmane Bangoura, ex calciatore guineano
- 1º dicembre - Stephanie Brown-Trafton, discobola statunitense
- 1º dicembre - Norbert Madaras, ex pallanuotista ungherese
- 1º dicembre - Ryan Malone, hockeista su ghiaccio statunitense
- 1º dicembre - Scott Mann, regista britannico
- 1º dicembre - Igor Melher, ex calciatore bosniaco
- 1º dicembre - Maurice Morris, ex giocatore di football americano statunitense
- 1º dicembre - Shinji Murai, ex calciatore giapponese
- 2 dicembre - Səbinə Babayeva, cantante azera
- 2 dicembre - Yvonne Catterfeld, cantautrice e attrice tedesca
- 2 dicembre - Alper Gezeravcı, astronauta turco
- 2 dicembre - Angelina Grün, pallavolista e ex giocatrice di beach volley tedesca
- 2 dicembre - Vladimír Janočko, ex calciatore slovacco
- 2 dicembre - Michael McIndoe, ex calciatore scozzese
- 2 dicembre - Mayako Nigo, doppiatrice giapponese
- 2 dicembre - Paco Sedano, ex giocatore di calcio a 5 spagnolo
- 2 dicembre - Amit Tamir, ex cestista e allenatore di pallacanestro israeliano
- 3 dicembre - Daniel Bedingfield, cantautore britannico
- 3 dicembre - Rock Cartwright, ex giocatore di football americano statunitense
- 3 dicembre - Björn Goldschmidt, canoista tedesco
- 3 dicembre - Tiffany Haddish, comica, personaggio televisivo e attrice statunitense
- 3 dicembre - Andre Mijatović, allenatore di calcio e ex calciatore croato
- 3 dicembre - Uwe Möhrle, allenatore di calcio e ex calciatore tedesco
- 3 dicembre - Sean Parker, informatico e imprenditore statunitense
- 3 dicembre - Konkona Sen Sharma, attrice indiana
- 3 dicembre - Rainbow Sun Francks, attore canadese
- 4 dicembre - Danubio Bennett, ex cestista panamense
- 4 dicembre - Jay DeMerit, ex calciatore statunitense
- 4 dicembre - Lola Dewaere, attrice francese
- 4 dicembre - Christopher Kanu, ex calciatore nigeriano
- 4 dicembre - Maite Kelly, cantante e attrice irlandese
- 4 dicembre - Andrej Komac, allenatore di calcio e ex calciatore sloveno
- 4 dicembre - Franck Matingou, ex calciatore della Repubblica Democratica del Congo
- 4 dicembre - Jacob Tomuri, attore e stuntman neozelandese
- 4 dicembre - Miwa Yonetsu, ex calciatrice giapponese
- 5 dicembre - Paulo Costa, ex calciatore portoghese
- 5 dicembre - Matteo Ferrari, ex calciatore italiano
- 5 dicembre - Jean Franko, attore pornografico venezuelano
- 5 dicembre - Michael Gruber, ex combinatista nordico austriaco
- 5 dicembre - Niklas Hagman, hockeista su ghiaccio finlandese
- 5 dicembre - Tom Hugo, cantante, compositore e musicista norvegese
- 5 dicembre - Evonne Hsu, cantante statunitense
- 5 dicembre - Gareth McAuley, ex calciatore nordirlandese
- 5 dicembre - Marco Notari, cantautore italiano
- 5 dicembre - Rustam Qosimjonov, scacchista uzbeko
- 5 dicembre - Jero Shakpoke, ex calciatore nigeriano
- 5 dicembre - Nick Stahl, attore statunitense
- 5 dicembre - Diego Veronelli, ex tennista argentino
- 6 dicembre - Valentina Bonfiglio, ex cestista italiana
- 6 dicembre - Tim Cahill, dirigente sportivo, allenatore di calcio e ex calciatore australiano
- 6 dicembre - Ngandu Kasongo, ex calciatore della Repubblica Democratica del Congo
- 6 dicembre - Toni D'Angelo, regista e sceneggiatore italiano
- 6 dicembre - Josh Eppard, batterista e rapper statunitense
- 6 dicembre - Viorel Frunză, allenatore di calcio e ex calciatore moldavo
- 6 dicembre - Sebastjan Gobec, dirigente sportivo e ex calciatore sloveno
- 6 dicembre - Yanina González, modella paraguaiana
- 6 dicembre - Luke Letlow, politico e informatico statunitense († 2020)
- 6 dicembre - Malá, ex calciatore guineense
- 6 dicembre - Panagiōtīs Pontikos, ex calciatore cipriota
- 6 dicembre - Alesja Turava, ex mezzofondista e siepista bielorussa
- 6 dicembre - Tommy Wirkola, regista e sceneggiatore norvegese
- 6 dicembre - Francisco Yeste, ex calciatore spagnolo
- 6 dicembre - Zeynal Zeynalov, giocatore di calcio a 5 e ex calciatore azero
- 7 dicembre - Stephen Ashfield, attore britannico
- 7 dicembre - Sara Bareilles, cantautrice, compositrice e attrice statunitense
- 7 dicembre - Eric Bauza, doppiatore e comico canadese
- 7 dicembre - Allison Brock, cavallerizza statunitense
- 7 dicembre - Mitja Brulc, ex calciatore sloveno
- 7 dicembre - Jennifer Carpenter, attrice statunitense
- 7 dicembre - Eric Chatfield, ex cestista statunitense
- 7 dicembre - Lampros Choutos, ex calciatore greco
- 7 dicembre - Jimmy Engoulvent, ex ciclista su strada e dirigente sportivo francese
- 7 dicembre - Shaunzinski Gortman, ex cestista statunitense
- 7 dicembre - Marián Kelemen, ex calciatore slovacco
- 7 dicembre - Matthieu Lagrive, pilota motociclistico francese
- 7 dicembre - Diana Berg, attivista ucraina
- 7 dicembre - Vicente Sánchez, allenatore di calcio e ex calciatore uruguaiano
- 7 dicembre - Ronaldo Souza, artista marziale misto brasiliano
- 7 dicembre - Laura Torrisi, attrice italiana
- 7 dicembre - Maksim Turov, scacchista russo
- 7 dicembre - Gianni Verdesca, attore italiano
- 7 dicembre - Mimmo Verdesca, regista cinematografico italiano
- 8 dicembre - Aleksandar Bajevski, ex calciatore macedone
- 8 dicembre - Katarzyna Baran, pentatleta polacca
- 8 dicembre - Vladimír Bednár, ex calciatore slovacco
- 8 dicembre - Carlos Alberto Fernandes, calciatore angolano
- 8 dicembre - Alain Kashama, ex giocatore di football americano della Repubblica Democratica del Congo
- 8 dicembre - Rich Melzer, ex cestista statunitense
- 8 dicembre - Ingrid Michaelson, cantautrice statunitense
- 8 dicembre - Bronze Nazareth, rapper statunitense
- 8 dicembre - Christian Wilhelmsson, ex calciatore svedese
- 8 dicembre - Kamini, rapper francese
- 8 dicembre - Eddy Helmi Abdul Manan, ex calciatore malese
- 9 dicembre - Olawunmi Adebayo, ex cestista nigeriana
- 9 dicembre - Nicolas Alnoudji, ex calciatore camerunese
- 9 dicembre - Francys Sudnicka, modella venezuelana
- 9 dicembre - Peter Brezovan, ex calciatore slovacco
- 9 dicembre - Eliza Hittman, regista, sceneggiatrice e produttrice cinematografica statunitense
- 9 dicembre - Fernando Martínez Pan, cestista uruguaiano
- 9 dicembre - Stephen McPhail, ex calciatore irlandese
- 9 dicembre - Yurina Hase, doppiatrice giapponese
- 9 dicembre - Olivia, cantautrice giapponese
- 9 dicembre - Christian Pfannberger, ex ciclista su strada austriaco
- 9 dicembre - Mojca Rataj, ex sciatrice alpina slovena
- 9 dicembre - Zlatko Runje, allenatore di calcio e ex calciatore croato
- 9 dicembre - Bryanne Stewart, ex tennista australiana
- 9 dicembre - Aiko Uemura, ex sciatrice freestyle giapponese
- 10 dicembre - Tat'jana Andrianova, ex mezzofondista russa
- 10 dicembre - Matt Bentley, wrestler statunitense
- 10 dicembre - Peter Clark, ex calciatore inglese
- 10 dicembre - Steve Cooper, allenatore di calcio e ex calciatore gallese
- 10 dicembre - Adriano Ferreira Pinto, calciatore brasiliano
- 10 dicembre - Lee Bae-young, ex sollevatore sudcoreano
- 10 dicembre - Ildefons Lima, ex calciatore spagnolo
- 10 dicembre - Sara Mortensen, attrice francese
- 10 dicembre - Keiko Nemoto, doppiatrice giapponese
- 10 dicembre - Stauroula Prassa, ex cestista greca
- 10 dicembre - Victor Samnick, ex cestista camerunese
- 10 dicembre - Alin Stoica, ex calciatore rumeno
- 11 dicembre - Luca Bolognini, giurista e saggista italiano
- 11 dicembre - Colleen Hoover, scrittrice statunitense
- 11 dicembre - Markus Katzer, ex calciatore austriaco
- 11 dicembre - Rider Strong, attore, produttore cinematografico e regista statunitense
- 11 dicembre - Stone Longue, ex calciatore francese
- 11 dicembre - Diego Morales, pugile messicano
- 11 dicembre - Massimo Scali, danzatore su ghiaccio italiano
- 11 dicembre - Josh Scobey, ex giocatore di football americano statunitense
- 11 dicembre - Gjorgji Čekovski, ex cestista macedone
- 12 dicembre - Ali Abbas Yasin, ex calciatore emiratino
- 12 dicembre - Badar Al-Mahruqi, ex calciatore omanita
- 12 dicembre - Saphia Azzeddine, scrittrice, attrice e sceneggiatrice marocchina
- 12 dicembre - Diego Baldenweg, compositore svizzero
- 12 dicembre - Myriam Catania, attrice, doppiatrice e direttrice del doppiaggio italiana
- 12 dicembre - Nate Clements, ex giocatore di football americano statunitense
- 12 dicembre - Emin, cantante e imprenditore azero
- 12 dicembre - Kris Lang, ex cestista statunitense
- 12 dicembre - Michele Maccanti, ex ciclista su strada italiano
- 12 dicembre - Levan Melkadze, ex calciatore georgiano
- 12 dicembre - Darren Mew, nuotatore britannico
- 12 dicembre - John Salmons, ex cestista statunitense
- 12 dicembre - Gianluca Saraceni, pallavolista italiano
- 12 dicembre - Razundara Tjikuzu, ex calciatore namibiano
- 13 dicembre - Gustavo Cabrera, ex calciatore guatemalteco
- 13 dicembre - Sibeth Ndiaye, politica francese
- 13 dicembre - Tarek Oukid, ex cestista algerino
- 13 dicembre - Maria Ilaria Pasqui, dirigente sportiva, ex calciatrice e avvocata italiana
- 13 dicembre - Jurica Puljiz, ex calciatore croato
- 13 dicembre - Hiosvany Salgado, pallavolista cubano
- 13 dicembre - Matjaž Smodiš, ex cestista sloveno
- 13 dicembre - Luke Steele, cantante australiano
- 13 dicembre - Nathan Wilmot, velista australiano
- 14 dicembre - Levan Akin, regista e sceneggiatore svedese
- 14 dicembre - David Anderson, ex sciatore alpino canadese
- 14 dicembre - Jean-Alain Boumsong, ex calciatore francese
- 14 dicembre - Enrico Dorigatti, ex hockeista su ghiaccio italiano
- 14 dicembre - Autumn Durald, direttrice della fotografia statunitense
- 14 dicembre - Heike Heubach, politica tedesca
- 14 dicembre - Adelina Ismajli, cantante kosovara
- 14 dicembre - Sophie Monk, cantante e attrice australiana
- 14 dicembre - Michael Owen, ex calciatore inglese
- 14 dicembre - Alison Powers, ex sciatrice alpina e ciclista su strada statunitense
- 14 dicembre - Andrea Righi, ex nuotatore italiano
- 14 dicembre - Hugo Sabido, ex ciclista su strada portoghese
- 14 dicembre - Eddin Santiago, allenatore di pallacanestro e ex cestista portoricano
- 14 dicembre - Kyle Shanahan, allenatore di football americano statunitense
- 14 dicembre - Paco Soares, ex calciatore brasiliano
- 14 dicembre - Mariusz Wach, pugile polacco
- 15 dicembre - Adam Brody, attore statunitense
- 15 dicembre - Godwin Davy, ex calciatore anguillano
- 15 dicembre - Noyz Narcos, rapper e produttore discografico italiano
- 15 dicembre - Deanna Jackson, ex cestista statunitense
- 15 dicembre - Nomy, cantautore svedese
- 15 dicembre - Alex Solowitz, attore statunitense
- 15 dicembre - Peas Sothy, ex calciatore cambogiano
- 15 dicembre - Alain Sylvestre, thaiboxer e kickboxer canadese
- 15 dicembre - Eric Young, wrestler canadese
- 15 dicembre - Gohar Zaman, ex calciatore pakistano
- 16 dicembre - Cassidy Anderson, pilota motociclistico statunitense
- 16 dicembre - Cindy Au, attrice e cantante cinese
- 16 dicembre - Edier Frejd, ex calciatore svedese
- 16 dicembre - Luke Harper, wrestler statunitense († 2020)
- 16 dicembre - Trevor Immelman, golfista sudafricano
- 16 dicembre - Daniel Narcisse, ex pallamanista francese
- 16 dicembre - Nathalie, cantautrice italiana
- 16 dicembre - Fernando Peralta, scacchista argentino
- 16 dicembre - Terrence Shannon, ex cestista statunitense
- 16 dicembre - Martin Stocker, ex sciatore alpino austriaco
- 16 dicembre - Mihai Trăistariu, cantante e musicista romeno
- 17 dicembre - Mohamed Benhamou, ex calciatore algerino
- 17 dicembre - Adriana Cisneros, imprenditrice venezuelana
- 17 dicembre - Rosaria Console, maratoneta italiana
- 17 dicembre - Eric Ejiofor, ex calciatore nigeriano
- 17 dicembre - Nšan Ērzrowmyan, ex calciatore armeno
- 17 dicembre - Jaimee Foxworth, attrice statunitense
- 17 dicembre - Lil Rel Howery, attore e comico statunitense
- 17 dicembre - Ryan Key, cantautore, musicista e produttore discografico statunitense
- 17 dicembre - Kim Gye-ryeong, ex cestista sudcoreana
- 17 dicembre - Jincey Lumpkin, produttrice cinematografica statunitense
- 17 dicembre - Epaminonda Nicu, ex calciatore rumeno
- 17 dicembre - Paul Smith, ex calciatore inglese
- 17 dicembre - Colleen Sostorics, ex hockeista su ghiaccio canadese
- 17 dicembre - Thum Ping Tjin, ex nuotatore singaporiano
- 17 dicembre - Antonio Rodríguez Martínez, ex calciatore spagnolo
- 17 dicembre - Erion Veliaj, politico albanese
- 18 dicembre - Phillip Heath, culturista statunitense
- 18 dicembre - Jerry Holman, ex cestista statunitense
- 18 dicembre - Murphy Lee, rapper statunitense
- 18 dicembre - Antōnīs Natsouras, ex calciatore greco
- 18 dicembre - Yūji Ōya, giocatore di football americano giapponese
- 18 dicembre - Eric Pérez, wrestler portoricano
- 18 dicembre - Amnat Ruenroeng, pugile thailandese
- 18 dicembre - Mamady Sidibe, ex calciatore maliano
- 18 dicembre - Øyvind Storflor, ex calciatore norvegese
- 18 dicembre - Emily Swallow, attrice statunitense
- 18 dicembre - Gabriele Tinti, poeta, scrittore e critico d'arte italiano
- 19 dicembre - Emanuele Blandamura, pugile italiano
- 19 dicembre - Danilo Contaldo, conduttore radiofonico, comico e scrittore italiano
- 19 dicembre - Jetzabel Del Valle, allenatrice di pallavolo e ex pallavolista portoricana
- 19 dicembre - Nathaniel Hackett, allenatore di football americano statunitense
- 19 dicembre - Nicki Hunter, ex attrice pornografica, regista e produttrice cinematografica statunitense
- 19 dicembre - Paola Rey, attrice colombiana
- 19 dicembre - Robin Sloan, scrittore statunitense
- 20 dicembre - Tadeja Brankovič, ex biatleta slovena
- 20 dicembre - Jonas De Roeck, allenatore di calcio e ex calciatore belga
- 20 dicembre - David DeJesus, ex giocatore di baseball statunitense
- 20 dicembre - David Forde, ex calciatore irlandese
- 20 dicembre - Chiara Francini, attrice, scrittrice e conduttrice televisiva italiana
- 20 dicembre - Espen Johnsen, calciatore norvegese
- 20 dicembre - Abdulaziz Karim, ex calciatore qatariota
- 20 dicembre - Leonid Koshelev, ex calciatore uzbeko
- 20 dicembre - Emilija Podrug, cestista croata
- 20 dicembre - Denis Quarta, arbitro di pallacanestro italiano
- 20 dicembre - Ramón Rodríguez, attore portoricano
- 20 dicembre - Michael Rogers, ex ciclista su strada e pistard australiano
- 20 dicembre - Fiamma Sanò, giornalista e autrice televisiva italiana
- 20 dicembre - Dominik Sedlar, regista cinematografico, sceneggiatore e produttore cinematografico croato
- 21 dicembre - Daniel Brocklebank, attore britannico
- 21 dicembre - Juan Calatayud, ex calciatore spagnolo
- 21 dicembre - Michele Gubitosa, politico e imprenditore italiano
- 21 dicembre - Obaidullah Karimi, ex calciatore afghano
- 21 dicembre - Kim Yong-su, ex calciatore nordcoreano
- 21 dicembre - Vadzim Machneŭ, canoista bielorusso
- 21 dicembre - Sarah Maestri, attrice italiana
- 21 dicembre - Patrycja Markowska, cantante polacca
- 21 dicembre - Nik'a Melia, politico georgiano
- 21 dicembre - Tuva Novotny, attrice svedese
- 21 dicembre - Marco Pozza, presbitero, scrittore e personaggio televisivo italiano
- 21 dicembre - Mike Ross, ex rugbista a 15 e dirigente d'azienda irlandese
- 21 dicembre - Taimara Suero, ex cestista cubana
- 21 dicembre - Saimone Taumoepeau, rugbista a 15 neozelandese
- 22 dicembre - Diane Bui Duyet, nuotatrice francese
- 22 dicembre - Sophie Campbell, fumettista statunitense
- 22 dicembre - Danielle Carruthers, ex ostacolista statunitense
- 22 dicembre - David Croft, ex rugbista a 15 australiano
- 22 dicembre - Régis Dorn, ex calciatore francese
- 22 dicembre - Alexander Egger, allenatore di hockey su ghiaccio e ex hockeista su ghiaccio italiano
- 22 dicembre - Daniel Goitom, calciatore eritreo
- 22 dicembre - Naotake Hanyū, ex calciatore giapponese
- 22 dicembre - Stojan Ignatov, ex calciatore macedone
- 22 dicembre - Salim Kipsang, ex mezzofondista e maratoneta keniota
- 22 dicembre - Eleonora Lo Bianco, ex pallavolista italiana
- 22 dicembre - Petra Majdič, ex fondista slovena
- 22 dicembre - Matteo Marighella, tennista italiano
- 22 dicembre - Alice Palazzi, attrice italiana
- 22 dicembre - Benedetta Ponticelli, doppiatrice italiana
- 22 dicembre - Ivan Rudež, allenatore di pallacanestro croato
- 22 dicembre - Gonzalo Vicente, ex calciatore uruguaiano
- 23 dicembre - Summer Altice, modella e attrice statunitense
- 23 dicembre - Jacqueline Bracamontes, attrice e ex modella messicana
- 23 dicembre - Carson Cistulli, poeta e saggista statunitense
- 23 dicembre - Johan Franzén, ex hockeista su ghiaccio svedese
- 23 dicembre - Andrea Gardner, ex cestista statunitense
- 23 dicembre - Scott Gomez, ex hockeista su ghiaccio statunitense
- 23 dicembre - Jeyz, rapper tedesco
- 23 dicembre - Holly Madison, modella e attrice statunitense
- 23 dicembre - Morgan McGarvey, politico statunitense
- 23 dicembre - Kenny Miller, allenatore di calcio e ex calciatore scozzese
- 23 dicembre - Yukifumi Murakami, giavellottista giapponese
- 23 dicembre - Frazer Wright, allenatore di calcio e ex calciatore scozzese
- 24 dicembre - Virginie Arnold, arciera francese
- 24 dicembre - Julio Díaz, pugile messicano
- 24 dicembre - Hervé Duclos-Lassalle, ex ciclista su strada francese
- 24 dicembre - Chris Hero, wrestler statunitense
- 24 dicembre - Božo Kovačević, ex calciatore austriaco
- 24 dicembre - Rodrigo Mannara, ex calciatore argentino
- 24 dicembre - Pang Qing, ex pattinatrice artistica su ghiaccio cinese
- 24 dicembre - Svetlana Pospelova, velocista russa
- 24 dicembre - Yusuf Rabiev, ex calciatore tagiko
- 24 dicembre - Pichai Sayotha, ex pugile thailandese
- 25 dicembre - Hisham Abdel Khalek, produttore cinematografico, regista e sceneggiatore egiziano
- 25 dicembre - Mohammed Haider Alo Ali, calciatore emiratino
- 25 dicembre - Laurent Bonnart, ex calciatore francese
- 25 dicembre - Mark Burkhart, pilota motociclistico statunitense
- 25 dicembre - Robert Huff, pilota automobilistico britannico
- 25 dicembre - Hyun Young-min, ex calciatore sudcoreano
- 25 dicembre - Tatsuya Ishikawa, ex calciatore giapponese
- 25 dicembre - Rukonkish Kamin, ex cestista della Repubblica Democratica del Congo
- 25 dicembre - Jon Knautz, regista e sceneggiatore canadese
- 25 dicembre - Panče Ḱumbev, ex calciatore macedone
- 25 dicembre - Olta Xhaçka, politica e attivista albanese
- 26 dicembre - Fabián Carini, ex calciatore uruguaiano
- 26 dicembre - Mark Cueto, rugbista a 15 inglese
- 26 dicembre - Chris Daughtry, cantante e chitarrista statunitense
- 26 dicembre - Emanuele Di Zenzo, ex calciatore svizzero
- 26 dicembre - Kalimba Edwards, giocatore di football americano statunitense
- 26 dicembre - Xavier Florencio, dirigente sportivo e ex ciclista su strada spagnolo
- 26 dicembre - Jérôme Lebouc, ex calciatore francese
- 26 dicembre - Henry Onwuzuruike, ex calciatore nigeriano
- 26 dicembre - Marco Polo, beatmaker canadese
- 26 dicembre - Aleksandar Rodič, ex calciatore sloveno
- 26 dicembre - José Filipe Correia Semedo, ex calciatore portoghese
- 26 dicembre - Giulia Sergas, golfista italiana
- 26 dicembre - Dmitrij Vasil'ev, saltatore con gli sci russo
- 27 dicembre - Ramin Bahrami, pianista iraniano
- 27 dicembre - Mário Breška, ex calciatore slovacco
- 27 dicembre - Simone Collio, ex velocista italiano
- 27 dicembre - Roy Curvers, dirigente sportivo e ex ciclista su strada olandese
- 27 dicembre - Devis Dori, politico italiano
- 27 dicembre - David Dunn, allenatore di calcio e ex calciatore inglese
- 27 dicembre - Hanne Sørvaag, cantante e cantautrice norvegese
- 27 dicembre - Walker Hayes, cantante statunitense
- 27 dicembre - Aljaksej Kul'bakoŭ, arbitro di calcio bielorusso
- 27 dicembre - Richard Langley, ex calciatore giamaicano
- 27 dicembre - Giulio Mastrototaro, baritono italiano
- 27 dicembre - Siobhán McSweeney, attrice irlandese
- 27 dicembre - Carson Palmer, ex giocatore di football americano statunitense
- 27 dicembre - Sa Dingding, cantante cinese
- 27 dicembre - Jaline Prado, pallavolista brasiliana
- 27 dicembre - Ann Van Elsen, modella belga
- 28 dicembre - Michel Jean-Baptiste Adolphe, ex cestista francese
- 28 dicembre - Ahmed Al Masli, ex calciatore libico
- 28 dicembre - James Blake, ex tennista statunitense
- 28 dicembre - B-Tight, rapper tedesco
- 28 dicembre - Daniel Forfang, ex saltatore con gli sci norvegese
- 28 dicembre - André Holland, attore statunitense
- 28 dicembre - Ute Katharina Kampowsky, attrice tedesca
- 28 dicembre - Francis Kasonde, ex calciatore zambiano
- 28 dicembre - Rafael Leitão, scacchista brasiliano
- 28 dicembre - Stojan Lukić, ex calciatore svedese
- 28 dicembre - Claudia Presăcan, ex ginnasta romena
- 28 dicembre - Noomi Rapace, attrice svedese
- 28 dicembre - Suleyman Sleyman, ex calciatore svedese
- 28 dicembre - Rob Stewart, fotografo, regista e produttore cinematografico canadese († 2017)
- 28 dicembre - Aleksandr Ušakov, ex bobbista russo
- 28 dicembre - Joke van de Velde, modella belga
- 29 dicembre - Alfonso Bassave, attore spagnolo
- 29 dicembre - Kevin Bentley, ex giocatore di football americano statunitense
- 29 dicembre - Sof'ja Guljak, pianista russa
- 29 dicembre - Sam Hoskin, ex cestista statunitense
- 29 dicembre - John Hutchinson, allenatore di calcio e ex calciatore australiano
- 29 dicembre - Diego Luna, attore, regista e produttore cinematografico messicano
- 29 dicembre - Steve Ramon, pilota motociclistico belga
- 29 dicembre - Justin Roberts, annunciatore televisivo statunitense
- 29 dicembre - Mark Sinyangwe, calciatore zambiano († 2011)
- 29 dicembre - Liesbet Vindevoghel, ex pallavolista belga
- 29 dicembre - Maxime Zianveni, ex cestista e allenatore di pallacanestro francese
- 30 dicembre - Flávio Amado, ex calciatore angolano
- 30 dicembre - Pierre Aristouy, allenatore di calcio e ex calciatore francese
- 30 dicembre - Boubacar Barry, ex calciatore ivoriano
- 30 dicembre - Tommy Clufetos, batterista statunitense
- 30 dicembre - Rene Gube, attore e produttore televisivo statunitense
- 30 dicembre - Jillian Harris, personaggio televisivo canadese
- 30 dicembre - Francisco Jordão, ex cestista portoghese
- 30 dicembre - Gloria Kemasuode, velocista nigeriana
- 30 dicembre - Kirill Pletnёv, attore e regista russo
- 30 dicembre - Katarína Poláková, ex cestista slovacca
- 30 dicembre - Catherine Taber, attrice statunitense
- 30 dicembre - Emil Tahirovič, ex nuotatore sloveno
- 30 dicembre - Milana Terloeva, scrittrice e giornalista russa
- 30 dicembre - Yelawolf, rapper, cantautore e produttore discografico statunitense
- 31 dicembre - Filipe Abraão, cestista angolano († 2019)
- 31 dicembre - Michele Alhaique, attore e regista italiano
- 31 dicembre - Zahra Bani, ex giavellottista italiana
- 31 dicembre - Bob Bryar, batterista statunitense († 2024)
- 31 dicembre - Elaine Cassidy, attrice irlandese
- 31 dicembre - João Alexandre Duarte Ferreira Fernandes, allenatore di calcio e ex calciatore portoghese
- 31 dicembre - José Juan Figueras, ex calciatore spagnolo
- 31 dicembre - Agnieszka Grochowska, attrice polacca
- 31 dicembre - Josh Hawley, avvocato e politico statunitense
- 31 dicembre - Zoltán Hercegfalvi, ex calciatore ungherese
- 31 dicembre - Emma Little-Pengelly, politica e avvocato irlandese
- 31 dicembre - Alessandro Marangoni, pianista italiano
- 31 dicembre - Jan Marek, hockeista su ghiaccio ceco († 2011)
- 31 dicembre - Jean-Sylvestre Nkeoua, ex calciatore della Repubblica del Congo
- 31 dicembre - Demetria Washington, ex velocista statunitense
- 31 dicembre - Natal'ja Šipilova, pallamanista russa